# 兰科卢森尼亚语
兰科卢森尼亚语是卢森尼亚语的一种方言，也是兰科人的语言。在乌克兰、斯洛伐克、波兰共有使用者约60,000人。